# Stepivka, Derajnea
Stepivka (în ucraineană Степівка) este un sat în comuna Maidan-Cernelevețkîi din raionul Derajnea, regiunea Hmelnîțkîi, Ucraina.

## Demografie
Componența lingvistică a localității Stepivka
     Ucraineană (100%)
Conform recensământului din 2001, toată populația localității Stepivka era vorbitoare de ucraineană (100%).